# 28 juin dans les chemins de fer
28 mai 28 juillet
Chronologies thématiques
- Croisades
- Sports
- Disney

Cette page concerne les événements qui se sont déroulés un 28 juin dans les chemins de fer.

## Événements

### XIXesiècle
- 1830 : en France, mise en service de La Grand-Croix - Givors première section de la ligne de Saint-Étienne à Lyon.
- 1895 : aux États-Unis, le premier service de transport de passagers par traction électrique des États-Unis est lancé par la New Haven and Hartford Railroad.

### XXesiècle
- 1911 : en France, inauguration de la section Mont-Louis-Bourg-Madame du chemin de fer en voie métrique de Villefranche à Bourg Madame (compagnie du Midi)
- 1991 : entre la France et l'Angleterre, la Jonction dans le tunnel sud du tunnel sous la Manche.